# 石泉县站
石泉县站，位于中华人民共和国陕西省安康市石泉县，是阳安铁路上的火车站，建于1977年，由西安局集团管辖。

## 歷史
- 建于1977年。

## 車站周邊
- 安康江景国际酒店
- 红十字仁爱医院
- 石泉县教育体育局
- 石泉县医院

## 外部連結
- 中国铁路客户服务中心 （页面存档备份，存于）